# 149528 Simónrodríguez
149528 Simónrodríguez è un asteroide della fascia principale. Scoperto nel 2003, presenta un'orbita caratterizzata da un semiasse maggiore pari a 3,1229622 UA e da un'eccentricità di 0,1997169, inclinata di 18,24019° rispetto all'eclittica.
L'asteroide è dedicato a Simón Rodríguez, filosofo e sociologo dell'Ottocento.